# Фонтек'ярі
Фонтек'ярі (італ. Fontechiari) — муніципалітет в Італії, у регіоні Лаціо, провінція Фрозіноне.
Фонтек'ярі розташований на відстані близько 105 км на схід від Рима, 28 км на схід від Фрозіноне.
Населення — 1298 осіб (2014).

## Демографія
Населення за роками:

Станом на 1 січня 2023 року в муніципалітеті офіційно проживало 55 іноземців з 11 країн, серед них 28 громадян країн Євросоюзу та 3 громадяни України.

## Сусідні муніципалітети
- Арпіно
- Броккостелла
- Казальв'єрі
- Поста-Фібрено
- Вікальві